# CEV Champions League 2018-2019 (femminile)
La CEV Champions League 2018-2019 si è svolta dal 10 ottobre 2018 al 18 maggio 2019: al torneo hanno partecipato ventisette squadre di club europee e la vittoria finale è andata per la prima volta all'AGIL.

## Formula

### Sistema di qualificazione
È stata ammessa a partecipare alla CEV Champions League 2018-19 almeno una squadra per ognuna delle 56 federazioni nazionali. In base al Ranking CEV, basato sui risultati di tutte le formazioni affiliate alla medesima federazione nazionale delle ultime tre edizioni della massima competizione europea, alcune federazioni hanno potuto beneficiare della possibilità di iscrivere alla competizione più squadre e di evitare a una o più formazioni la disputa dei turni preliminari, consentendone l'accesso al torneo direttamente dalla fase a gironi. In particolare:
- tre squadre direttamente ai gironi:  Italia,  Turchia e  Russia
- due squadre ai gironi e una ai preliminari:  Francia e  Polonia
- una squadra ai gironi e una ai preliminari:  Svizzera,  Germania,  Rep. Ceca,  Romania e  Serbia

Fra le settantuno formazioni aventi diritto si sono iscritte e hanno partecipato alla manifestazione ventisette squadre per un totale di quindici federazioni rappresentate.

### Regolamento
Le fasi di inizio nel torneo per le varie squadre sono state stabilite in base al ranking CEV.
Nove squadre hanno disputato una fase preliminare in tre turni successivi a eliminazione diretta, ciascuno dei quali organizzato con gare di andata e ritorno e la disputa di un golden set in caso di parità di punti dopo le due partite (con i punteggi di 3-0 e 3-1 sono stati assegnati tre punti alla squadra vincente e zero a quella perdente, con il punteggio di 3-2 sono stati assegnati due punti alla squadra vincente e uno a quella perdente): le due vincitrici della fase preliminare e le migliori diciotto squadre continentali hanno disputato la fase a gironi, strutturata con formula del girone all'italiana a doppio turno.
La prima classificata di ogni girone e le tre migliori seconde classificate si sono qualificate alla fase a eliminazione diretta, organizzata in quarti di finale, semifinali (entrambi giocati con gare di andata e ritorno e con la disputa di un golden set in caso di parità di punti dopo le due partite) e finale, quest'ultima disputata in gara unica su campo neutro.
Le squadre sconfitte nei tre turni preliminari sono state relegate in Coppa CEV 2018-19.

### Criteri di classifica
Se il risultato finale è stato di 3-0 o 3-1 sono stati assegnati 3 punti alla squadra vincente e 0 a quella sconfitta, se il risultato finale è stato di 3-2 sono stati assegnati 2 punti alla squadra vincente e 1 a quella sconfitta.
L'ordine del posizionamento in classifica è stato definito in base a:
- Numero di partite vinte;
- Punti;
- Ratio dei set vinti/persi;
- Ratio dei punti realizzati/subiti;
- Risultato degli scontri diretti.

## Squadre partecipanti
| - Graz - Minčanka - Jedinstvo Brčko - Marica - Hämeenlinnan - ASPTT Mulhouse - Béziers | - RC Cannes - MTV Stoccarda - Schweriner - AGIL - Imoco - Savino Del Bene - Sliedrecht | - Budowlani Łódź - Chemik Police - ŁKS - Olomouc - Alba-Blaj - CSM Bucarest - Dinamo Mosca | - Dinamo-Kazan - Uraločka - Eczacıbaşı - Fenerbahçe - VakıfBank - Békéscsabai |

## Torneo

### Primo turno
Gli accoppiamenti fra le squadre per il primo turno e gli abbinamenti per i turni successivi sono stati sorteggiati il 29 giugno 2018 a Lussemburgo.

#### Andata
| 10 ottobre 2018 Raiffeisen Sportpark, Graz Durata: 1h:04 - Spettatori: 800 | Graz | 0 - 3 | Sliedrecht | 13-25, 14-25, 17-25 |

#### Ritorno
| 17 ottobre 2018 Sporthal De Basis, Sliedrecht Durata: 0h:58 - Spettatori: 912 | Sliedrecht | 3 - 0 | Graz | 25-12, 25-9, 25-14 |

#### Squadre qualificate
- Sliedrecht

### Secondo turno

#### Andata
| 24 ottobre 2018 Univerzita Palackého, Olomouc Durata: 2h:00 - Spettatori: 850     | Olomouc         | 2 - 3 | Alba-Blaj      | 25-23, 16-25, 24-26, 27-25, 13-15 |
| 24 ottobre 2018 Sporthal De Basis, Sliedrecht Durata: 1h:09 - Spettatori: 860     | Sliedrecht      | 0 - 3 | MTV Stoccarda  | 14-25, 22-25, 19-25               |
| 23 ottobre 2018 Sportska Dvorana Peki, Pale Durata: 1h:37 - Spettatori: 450       | Jedinstvo Brčko | 1 - 3 | ASPTT Mulhouse | 15-25, 18-25, 29-27, 19-25        |
| 25 ottobre 2018 Városi Sportcsarnok, Békéscsaba Durata: 1h:36 - Spettatori: 1 700 | Békéscsabai     | 1 - 3 | Budowlani Łódź | 25-20, 22-25, 23-25, 18-25        |

#### Ritorno
| 30 ottobre 2018 Sala Transilvania, Sibiu Durata: 1h:20 - Spettatori: 1 700    | Alba-Blaj      | 3 - 0 | Olomouc         | 27-25, 25-20, 25-23 |
| 31 ottobre 2018 SCHARRena, Stoccarda Durata: 1h:00 - Spettatori: 1 485        | MTV Stoccarda  | 3 - 0 | Sliedrecht      | 25-7, 25-12, 25-22  |
| 31 ottobre 2018 Palais des Sports, Mulhouse Durata: 1h:21 - Spettatori: 2 200 | ASPTT Mulhouse | 3 - 0 | Jedinstvo Brčko | 25-21, 25-20, 25-23 |
| 31 ottobre 2018 Łódź Sport Arena, Łódź Durata: 1h:12 - Spettatori: 755        | Budowlani Łódź | 3 - 0 | Békéscsabai     | 25-23, 25-20, 25-17 |

#### Squadre qualificate
- ASPTT Mulhouse
- MTV Stoccarda
- Budowlani Łódź
- Alba-Blaj

### Terzo turno

#### Andata
| 7 novembre 2018 Sala Transilvania, Sibiu Durata: 1h:36 - Spettatori: 1 700 | Alba-Blaj      | 3 - 1 | MTV Stoccarda  | 25-18, 25-20, 17-25, 28-26 |
| 7 novembre 2018 Łódź Sport Arena, Łódź Durata: 1h:47 - Spettatori: 1 300   | Budowlani Łódź | 3 - 1 | ASPTT Mulhouse | 27-25, 29-27, 22-25, 25-17 |

#### Ritorno
| 13 novembre 2018 SCHARRena, Stoccarda Durata: 1h:21 - Spettatori: 1 450        | MTV Stoccarda  | 3 - 0 | Alba-Blaj      | 25-19, 25-17, 25-11 Golden set: 15-7 |
| 13 novembre 2018 Palais des Sports, Mulhouse Durata: 1h:58 - Spettatori: 1 725 | ASPTT Mulhouse | 2 - 3 | Budowlani Łódź | 25-23, 23-25, 25-16, 18-25, 11-15    |

#### Squadre qualificate
- MTV Stoccarda
- Budowlani Łódź

### Fase a gironi
I gironi sono stati sorteggiati il 2 novembre 2018 a Budapest.
| Girone A      | Girone B     | Girone C       | Girone D        | Girone E      |
| ------------- | ------------ | -------------- | --------------- | ------------- |
| VakıfBank     | Eczacıbaşı   | AGIL           | Imoco           | Dinamo Mosca  |
| Béziers       | Dinamo-Kazan | RC Cannes      | ŁKS             | Chemik Police |
| Marica        | Hämeenlinnan | Minčanka       | Schweriner      | CSM Bucarest  |
| MTV Stoccarda | Uraločka     | Budowlani Łódź | Savino Del Bene | Fenerbahçe    |

#### Girone A

##### Risultati
| 22 novembre 2018 VakıfBank Spor Sarayı, Istanbul Durata: 1h:38 - Spettatori: 1 100         | VakıfBank     | 3 - 1 | MTV Stoccarda | 25-13, 20-25, 25-19, 25-17 |
| 20 novembre 2018 Palais des Sports, Agde Durata: 1h:12 - Spettatori: 600                   | Béziers       | 3 - 0 | Marica        | 25-17, 25-12, 25-20        |
| 20 dicembre 2018 Kolodruma, Plovdiv Durata: 1h:10 - Spettatori: 2 250                      | Marica        | 0 - 3 | VakıfBank     | 16-25, 16-25, 21-25        |
| 19 dicembre 2018 SCHARRena, Stoccarda Durata: 1h:06 - Spettatori: 1 687                    | MTV Stoccarda | 3 - 0 | Béziers       | 25-16, 25-16, 25-20        |
| 23 gennaio 2019 Palais des Sports Coubertin, Montpellier Durata: 1h:09 - Spettatori: 2 400 | Béziers       | 0 - 3 | VakıfBank     | 24-26, 19-25, 14-25        |
| 23 gennaio 2019 SCHARRena, Stoccarda Durata: 1h:38 - Spettatori: 1 492                     | MTV Stoccarda | 3 - 1 | Marica        | 25-15, 25-21, 23-25, 25-19 |
| 6 febbraio 2019 VakıfBank Spor Sarayı, Istanbul Durata: 1h:06 - Spettatori: 940            | VakıfBank     | 3 - 0 | Marica        | 25-19, 25-17, 25-19        |
| 6 febbraio 2019 Palais des Sports Coubertin, Montpellier Durata: 1h:09 - Spettatori: 985   | Béziers       | 0 - 3 | MTV Stoccarda | 19-25, 20-25, 16-25        |
| 20 febbraio 2019 SCHARRena, Stoccarda Durata: 1h:21 - Spettatori: 2 251                    | MTV Stoccarda | 0 - 3 | VakıfBank     | 23-25, 18-25, 18-25        |
| 20 febbraio 2019 Kolodruma, Plovdiv Durata: 1h:27 - Spettatori: 2 050                      | Marica        | 3 - 1 | Béziers       | 25-15, 19-25, 25-15, 25-16 |
| 26 febbraio 2019 VakıfBank Spor Sarayı, Istanbul Durata: 1h:01 - Spettatori: 1 147         | VakıfBank     | 3 - 0 | Béziers       | 25-10, 25-18, 25-16        |
| 26 febbraio 2019 Kolodruma, Plovdiv Durata: 1h:54 - Spettatori: 2 220                      | Marica        | 1 - 3 | MTV Stoccarda | 24-26, 19-25, 25-22, 22-25 |

##### Classifica
| Pos | Squadra       | Pt | G | V | P | SV | SP | Ratio  | PF  | PS  | Ratio |
| --- | ------------- | -- | - | - | - | -- | -- | ------ | --- | --- | ----- |
| 1.  | VakıfBank     | 18 | 6 | 6 | 0 | 18 | 1  | 18,000 | 471 | 342 | 1,377 |
| 2.  | MTV Stoccarda | 12 | 6 | 4 | 2 | 13 | 8  | 1,625  | 479 | 447 | 1,072 |
| 3.  | Marica        | 3  | 6 | 1 | 5 | 5  | 16 | 0,313  | 421 | 492 | 0,856 |
| 4.  | Béziers       | 3  | 6 | 1 | 5 | 4  | 15 | 0,267  | 354 | 444 | 0,797 |

#### Girone B

##### Risultati
| 21 novembre 2018 Burhan Felek Spor Salonu, Istanbul Durata: 1h:08 - Spettatori: 1 250      | Eczacıbaşı   | 3 - 0 | Uraločka     | 25-16, 25-17, 25-21              |
| 20 novembre 2018 Centr volejbola Sankt-Peterburg, Kazan' Durata: 0h:58 - Spettatori: 1 500 | Dinamo-Kazan | 3 - 0 | Hämeenlinnan | 25-12, 25-13, 25-10              |
| 19 dicembre 2018 Elenia Areena, Hämeenlinna Durata: 1h:08 - Spettatori: 1 457              | Hämeenlinnan | 0 - 3 | Eczacıbaşı   | 11-25, 20-25, 16-25              |
| 18 dicembre 2018 DIVS Uralochka, Ekaterinburg Durata: 1h:54 - Spettatori: 1 700            | Uraločka     | 3 - 2 | Dinamo-Kazan | 23-25, 17-25, 25-17, 26-24, 15-5 |
| 22 gennaio 2019 Centr volejbola Sankt-Peterburg, Kazan' Durata: 1h:40 - Spettatori: 1 507  | Dinamo-Kazan | 1 - 3 | Eczacıbaşı   | 16-25, 16-25, 25-22, 22-25       |
| 24 gennaio 2019 DIVS Uralochka, Ekaterinburg Durata: 1h:22 - Spettatori: 1 700             | Uraločka     | 3 - 0 | Hämeenlinnan | 25-19, 25-21, 25-15              |
| 5 febbraio 2019 Burhan Felek Spor Salonu, Istanbul Durata: 1h:03 - Spettatori: 850         | Eczacıbaşı   | 3 - 0 | Hämeenlinnan | 25-17, 25-7, 25-20               |
| 5 febbraio 2019 Centr volejbola Sankt-Peterburg, Kazan' Durata: 1h:07 - Spettatori: 1 000  | Dinamo-Kazan | 3 - 0 | Uraločka     | 25-19, 25-17, 25-21              |
| 20 febbraio 2019 DIVS Uralochka, Ekaterinburg Durata: 1h:53 - Spettatori: 4 200            | Uraločka     | 2 - 3 | Eczacıbaşı   | 20-25, 22-25, 25-19, 25-22, 8-15 |
| 19 febbraio 2019 Elenia Areena, Hämeenlinna Durata: 1h:11 - Spettatori: 987                | Hämeenlinnan | 0 - 3 | Dinamo-Kazan | 19-25, 18-25, 19-25              |
| 26 febbraio 2019 Burhan Felek Spor Salonu, Istanbul Durata: 1h:08 - Spettatori: 1 600      | Eczacıbaşı   | 3 - 0 | Dinamo-Kazan | 25-21, 25-18, 25-17              |
| 26 febbraio 2019 Elenia Areena, Hämeenlinna Durata: 1h:53 - Spettatori: 867                | Hämeenlinnan | 2 - 3 | Uraločka     | 25-19, 25-21, 21-25, 20-25, 5-15 |

##### Classifica
| Pos | Squadra      | Pt | G | V | P | SV | SP | Ratio | PF  | PS  | Ratio |
| --- | ------------ | -- | - | - | - | -- | -- | ----- | --- | --- | ----- |
| 1.  | Eczacıbaşı   | 17 | 6 | 6 | 0 | 18 | 3  | 6,000 | 503 | 380 | 1,324 |
| 2.  | Dinamo-Kazan | 10 | 6 | 3 | 3 | 12 | 9  | 1,333 | 456 | 426 | 1,070 |
| 3.  | Uraločka     | 8  | 6 | 3 | 3 | 11 | 13 | 0,846 | 497 | 503 | 0,988 |
| 4.  | Hämeenlinnan | 1  | 6 | 0 | 6 | 2  | 18 | 0,111 | 333 | 480 | 0,694 |

#### Girone C

##### Risultati
| 22 novembre 2018 PalaTerdoppio, Novara Durata: 1h:13 - Spettatori: 1 710                 | AGIL           | 3 - 0 | Budowlani Łódź | 25-19, 25-19, 25-20              |
| 21 novembre 2018 Palais des Victoires, Cannes Durata: 1h:10 - Spettatori: 750            | RC Cannes      | 3 - 0 | Minčanka       | 25-20, 25-19, 25-18              |
| 19 dicembre 2018 Palazzetto dello Sport Uruchje, Minsk Durata: 1h:21 - Spettatori: 1 200 | Minčanka       | 0 - 3 | AGIL           | 19-25, 32-34, 16-25              |
| 20 dicembre 2018 Łódź Sport Arena, Łódź Durata: 1h:25 - Spettatori: 1 400                | Budowlani Łódź | 3 - 0 | RC Cannes      | 25-23, 25-23, 30-28              |
| 22 gennaio 2019 Palais des Victoires, Cannes Durata: 1h:10 - Spettatori: 823             | RC Cannes      | 0 - 3 | AGIL           | 15-25, 17-25, 19-25              |
| 23 gennaio 2019 Łódź Sport Arena, Łódź Durata: 1h:17 - Spettatori: 1 050                 | Budowlani Łódź | 3 - 0 | Minčanka       | 25-22, 25-21, 26-24              |
| 7 febbraio 2019 PalaTerdoppio, Novara Durata: 1h:02 - Spettatori: 1 520                  | AGIL           | 3 - 0 | Minčanka       | 25-16, 25-13, 25-19              |
| 5 febbraio 2019 Palais des Victoires, Cannes Durata: 1h:55 - Spettatori: 832             | RC Cannes      | 2 - 3 | Budowlani Łódź | 25-18, 23-25, 25-22, 18-25, 8-15 |
| 19 febbraio 2019 Łódź Sport Arena, Łódź Durata: 1h:04 - Spettatori: 2 150                | Budowlani Łódź | 0 - 3 | AGIL           | 19-25, 16-25, 11-25              |
| 21 febbraio 2019 Palazzetto dello Sport Uruchje, Minsk Durata: 2h:04 - Spettatori: 1 200 | Minčanka       | 3 - 1 | RC Cannes      | 44-46, 25-21, 25-19, 25-18       |
| 26 febbraio 2019 PalaTerdoppio, Novara Durata: 1h:04 - Spettatori: 1 820                 | AGIL           | 3 - 0 | RC Cannes      | 25-20, 25-18, 25-15              |
| 26 febbraio 2019 Palazzetto dello Sport Uruchje, Minsk Durata: 1h:32 - Spettatori: 1 000 | Minčanka       | 1 - 3 | Budowlani Łódź | 19-25, 19-25, 25-18, 21-25       |

##### Classifica
| Pos | Squadra        | Pt | G | V | P | SV | SP | Ratio | PF  | PS  | Ratio |
| --- | -------------- | -- | - | - | - | -- | -- | ----- | --- | --- | ----- |
| 1.  | AGIL           | 18 | 6 | 6 | 0 | 18 | 0  | MAX   | 459 | 323 | 1,421 |
| 2.  | Budowlani Łódź | 11 | 6 | 4 | 2 | 12 | 9  | 1,333 | 458 | 474 | 0,966 |
| 3.  | RC Cannes      | 4  | 6 | 1 | 5 | 6  | 15 | 0,400 | 456 | 511 | 0,892 |
| 4.  | Minčanka       | 3  | 6 | 1 | 5 | 4  | 16 | 0,250 | 442 | 507 | 0,872 |

#### Girone D

##### Risultati
| 21 novembre 2018 PalaVerde, Villorba Durata: 1h:51 - Spettatori: 3 031           | Imoco           | 3 - 2 | Savino Del Bene | 25-21, 24-26, 25-12, 23-25, 15-10 |
| 20 novembre 2018 Łódź Sport Arena, Łódź Durata: 1h:38 - Spettatori: 2 600        | ŁKS             | 3 - 1 | Schweriner      | 25-18, 25-23, 14-25, 25-17        |
| 18 dicembre 2018 ARENA Schwerin, Schwerin Durata: 1h:31 - Spettatori: 2 000      | Schweriner      | 3 - 0 | Imoco           | 36-34, 25-19, 25-22               |
| 20 dicembre 2018 Nelson Mandela Forum, Firenze Durata: 1h:19 - Spettatori: 1 500 | Savino Del Bene | 3 - 0 | ŁKS             | 25-10, 25-23, 25-23               |
| 22 gennaio 2019 Łódź Sport Arena, Łódź Durata: 1h:07 - Spettatori: 3 000         | ŁKS             | 0 - 3 | Imoco           | 20-25, 15-25, 17-25               |
| 23 gennaio 2019 Nelson Mandela Forum, Firenze Durata: 1h:31 - Spettatori: 1 600  | Savino Del Bene | 3 - 0 | Schweriner      | 25-16, 28-26, 25-17               |
| 6 febbraio 2019 PalaVerde, Villorba Durata: 2h:11 - Spettatori: 3 231            | Imoco           | 3 - 2 | Schweriner      | 23-25, 24-26, 25-19, 25-19, 15-7  |
| 5 febbraio 2019 Łódź Sport Arena, Łódź Durata: 1h:13 - Spettatori: 2 000         | ŁKS             | 0 - 3 | Savino Del Bene | 21-25, 22-25, 17-25               |
| 20 febbraio 2019 Nelson Mandela Forum, Firenze Durata: 1h:58 - Spettatori: 1 500 | Savino Del Bene | 3 - 2 | Imoco           | 15-25, 25-22, 25-23, 20-25, 15-9  |
| 19 febbraio 2019 ARENA Schwerin, Schwerin Durata: 1h:48 - Spettatori: 1 815      | Schweriner      | 3 - 1 | ŁKS             | 23-25, 25-21, 25-18, 25-17        |
| 26 febbraio 2019 PalaVerde, Villorba Durata: 1h:02 - Spettatori: 3 030           | Imoco           | 3 - 0 | ŁKS             | 25-10, 25-12, 25-15               |
| 26 febbraio 2019 ARENA Schwerin, Schwerin Durata: 1h:41 - Spettatori: 1 798      | Schweriner      | 3 - 1 | Savino Del Bene | 16-25, 25-23, 25-23, 25-13        |

##### Classifica
| Pos | Squadra         | Pt | G | V | P | SV | SP | Ratio | PF  | PS  | Ratio |
| --- | --------------- | -- | - | - | - | -- | -- | ----- | --- | --- | ----- |
| 1.  | Savino Del Bene | 12 | 6 | 4 | 2 | 15 | 8  | 1,875 | 506 | 482 | 1,050 |
| 2.  | Imoco           | 11 | 6 | 4 | 2 | 14 | 10 | 1,400 | 553 | 465 | 1,189 |
| 3.  | Schweriner      | 10 | 6 | 3 | 3 | 12 | 11 | 1,091 | 513 | 519 | 0,988 |
| 4.  | ŁKS             | 3  | 6 | 1 | 5 | 4  | 16 | 0,250 | 375 | 481 | 0,780 |

#### Girone E

##### Risultati
| 21 novembre 2018 Dvorec Sporta Dinamo, Mosca Durata: 1h:37 - Spettatori: 1 600           | Dinamo Mosca  | 1 - 3 | Fenerbahçe    | 17-25, 25-17, 18-25, 11-25        |
| 22 novembre 2018 Hala Sportowo - Widowiskowa, Koszalin Durata: 1h:43 - Spettatori: 2 800 | Chemik Police | 1 - 3 | CSM Bucarest  | 19-25, 16-25, 25-16, 22-25        |
| 20 dicembre 2018 Sala Polivalentǎ, Bucarest Durata: 1h:28 - Spettatori: 3 500            | CSM Bucarest  | 0 - 3 | Dinamo Mosca  | 21-25, 27-29, 27-29               |
| 19 dicembre 2018 Burhan Felek Spor Salonu, Istanbul Durata: 1h:14 - Spettatori: 1 070    | Fenerbahçe    | 3 - 0 | Chemik Police | 25-12, 25-16, 25-22               |
| 24 gennaio 2019 Arena Szczecin, Stettino Durata: 1h:56 - Spettatori: 3 855               | Chemik Police | 2 - 3 | Dinamo Mosca  | 25-16, 16-25, 21-25, 25-19, 5-15  |
| 23 gennaio 2019 Burhan Felek Spor Salonu, Istanbul Durata: 1h:08 - Spettatori: 725       | Fenerbahçe    | 3 - 0 | CSM Bucarest  | 25-18, 25-19, 25-22               |
| 6 febbraio 2019 Dvorec Sporta Dinamo, Mosca Durata: 1h:26 - Spettatori: 1 400            | Dinamo Mosca  | 3 - 1 | CSM Bucarest  | 25-18, 25-20, 14-25, 25-15        |
| 6 febbraio 2019 Arena Szczecin, Stettino Durata: 1h:18 - Spettatori: 3 878               | Chemik Police | 0 - 3 | Fenerbahçe    | 24-26, 20-25, 15-25               |
| 20 febbraio 2019 Burhan Felek Spor Salonu, Istanbul Durata: 2h:05 - Spettatori: 2 400    | Fenerbahçe    | 2 - 3 | Dinamo Mosca  | 25-23, 12-25, 25-23, 24-26, 15-17 |
| 20 febbraio 2019 Sala Polivalentǎ, Bucarest Durata: 2h:01 - Spettatori: 1 240            | CSM Bucarest  | 2 - 3 | Chemik Police | 25-17, 23-25, 25-16, 21-25, 8-15  |
| 26 febbraio 2019 Dvorec Sporta Dinamo, Mosca Durata: 1h:38 - Spettatori: 1 500           | Dinamo Mosca  | 3 - 1 | Chemik Police | 25-20, 25-17, 22-25, 25-21        |
| 26 febbraio 2019 Sala Polivalentǎ, Bucarest Durata: 1h:33 - Spettatori: 1 750            | CSM Bucarest  | 1 - 3 | Fenerbahçe    | 11-25, 25-21, 19-25, 14-25        |

##### Classifica
| Pos | Squadra       | Pt | G | V | P | SV | SP | Ratio | PF  | PS  | Ratio |
| --- | ------------- | -- | - | - | - | -- | -- | ----- | --- | --- | ----- |
| 1.  | Fenerbahçe    | 16 | 6 | 5 | 1 | 17 | 5  | 3,400 | 515 | 422 | 1,220 |
| 2.  | Dinamo Mosca  | 13 | 6 | 5 | 1 | 16 | 9  | 1,778 | 554 | 521 | 1,063 |
| 3.  | CSM Bucarest  | 4  | 6 | 1 | 5 | 7  | 16 | 0,438 | 474 | 523 | 0,906 |
| 4.  | Chemik Police | 3  | 6 | 1 | 5 | 7  | 17 | 0,412 | 464 | 541 | 0,858 |

### Quarti di finale
Gli accoppiamenti fra le squadre per le sfide dei quarti di finale e gli abbinamenti per i turni successivi sono stati sorteggiati il 1º marzo 2019 a Lussemburgo.
Sulla base del posizionamento in classifica e dei risultati conseguiti nella fase a gironi, sono state individuate quattro teste di serie (le migliori quattro prime classificate), inserite nell'urna 1, che vengono abbinate tramite sorteggio a una delle altre quattro formazioni qualificate, inserite nell'urna 2, con queste ultime che disputano la gara d'andata in casa; viene impedito l'abbinamento fra formazioni che si sono già affrontate nella fase a gironi.
| # | Urna 1     | Urna 2          |
| - | ---------- | --------------- |
| 1 | AGIL       | Savino Del Bene |
| 2 | VakıfBank  | Dinamo Mosca    |
| 3 | Eczacıbaşı | MTV Stoccarda   |
| 4 | Fenerbahçe | Imoco           |

#### Andata
| 12 marzo 2019 SCHARRena, Stoccarda Durata: 1h:50 - Spettatori: 1 774          | MTV Stoccarda   | 1 - 3 | AGIL       | 19-25, 24-26, 25-19, 20-25        |
| 13 marzo 2019 Dvorec Sporta Dinamo, Mosca Durata: 2h:01 - Spettatori: 1 600   | Dinamo Mosca    | 3 - 2 | VakıfBank  | 20-25, 25-23, 25-23, 21-25, 15-13 |
| 13 marzo 2019 Nelson Mandela Forum, Firenze Durata: 1h:47 - Spettatori: 1 400 | Savino Del Bene | 1 - 3 | Fenerbahçe | 19-25, 25-23, 19-25, 21-25        |
| 13 marzo 2019 PalaVerde, Villorba Durata: 1h:24 - Spettatori: 4 103           | Imoco           | 0 - 3 | Eczacıbaşı | 21-25, 25-27, 22-25               |

#### Ritorno
| 21 marzo 2019 PalaTerdoppio, Novara Durata: 1h:56 - Spettatori: 1 850              | AGIL       | 3 - 2 | MTV Stoccarda   | 25-14, 25-22, 16-25, 18-25, 16-14            |
| 20 marzo 2019 VakıfBank Spor Sarayı, Istanbul Durata: 1h:03 - Spettatori: 1 453    | VakıfBank  | 3 - 0 | Dinamo Mosca    | 25-19, 25-16, 25-8                           |
| 19 marzo 2019 Burhan Felek Spor Salonu, Istanbul Durata: 1h:58 - Spettatori: 3 450 | Fenerbahçe | 3 - 2 | Savino Del Bene | 19-25, 26-28, 25-22, 25-17, 15-8             |
| 19 marzo 2019 Burhan Felek Spor Salonu, Istanbul Durata: 2h:18 - Spettatori: 2 350 | Eczacıbaşı | 1 - 3 | Imoco           | 21-25, 23-25, 25-21, 21-25 Golden set: 10-15 |

#### Squadre qualificate
- AGIL
- Imoco
- Fenerbahçe
- VakıfBank

### Semifinali

#### Andata
| 4 aprile 2019 VakıfBank Spor Sarayı, Istanbul Durata: 1h:16 - Spettatori: 1 995 | VakıfBank | 0 - 3 | AGIL       | 17-25, 25-27, 15-25 |
| 2 aprile 2019 PalaVerde, Villorba Durata: 1h:19 - Spettatori: 5 230             | Imoco     | 3 - 0 | Fenerbahçe | 25-21, 25-23, 26-24 |

#### Ritorno
| 10 aprile 2019 PalaTerdoppio, Novara Durata: 2h:05 - Spettatori: 3 300             | AGIL       | 1 - 3 | VakıfBank | 23-25, 20-25, 25-15, 21-25 Golden set: 16-14 |
| 9 aprile 2019 Burhan Felek Spor Salonu, Istanbul Durata: 1h:20 - Spettatori: 1 300 | Fenerbahçe | 0 - 3 | Imoco     | 18-25, 22-25, 26-28                          |

#### Squadre qualificate
- AGIL
- Imoco

### Finale
La città e l'impianto sede della Grand Finale sono stati annunciati il 14 febbraio 2019.

#### Grand Finale
| 18 maggio 2019 Max-Schmeling-Halle, Berlino Durata: 1h:42 - Spettatori: 9 200 | AGIL | 3 - 1 | Imoco | 25-18, 25-17, 14-25, 25-22 |

#### Squadra campione
- AGIL